# Мираб Годжам
Мираб Годжам, или Западный Годжам — зона в регионе Амхара, Эфиопия.

## География
Площадь зоны составляет 13 311,94 км2 (5100 кв. миль).

## Население
По данным Центрального статистического агентства Эфиопии на 2007 год население зоны составляет 2 106 596 человек, из них 1 058 272 мужчины и 1 048 324 женщины. Плотность населения — 158,2 чел/км². Основная этническая группа — амхара, которая составляет 99,42 % населения; оставшиеся 0,52 % представлены другими народностями. 99,43 % жителей зоны считают родным языком амхарский язык. 98,68 % населения являются приверженцами эфиопской православной церкви, а 1,19 % исповедуют ислам.
По данным прошлой переписи 1994 года население зоны насчитывало 1 779 723 человека, из них 897 215 мужчин и 882 508 женщин. 99,43 % населения составляли амхара и 99,46 % жителей зоны считали родным языком амхарский. 98,28 % населения были приверженцами эфиопской православной церкви, а 1,59 % населения являлись мусульманами.

## Административное деление
В административном отношении подразделяется на 10 воред.